# Solução da Equação de Schrödinger para o átomo de Hidrogênio

Diagrama das coordenadas esféricas.

Em mecânica quântica, a solução da Equação de Schrödinger para o átomo de Hidrogênio é o processo de resolução da equação diferencial parcial formulada por Erwin Schrödinger em 1925 para o caso particular de duas partículas de cargas elétricas de mesmo módulo e sinal oposto (um elétron e um próton), em que a função energia potencial a que o elétron, a menor das duas partículas, está sujeito é da forma:
{\displaystyle V(r)=-{\frac {ke^{2}}{r}}}
Em que {\displaystyle r} é a distância entre as partículas. Isto é, corresponde à interação, provocada pela força elétrica, entre próton e elétron característica de um átomo de Hidrogênio. Devido às consequências dramáticas se comparadas ao resultado do modelo clássico para essa situação, tal resolução é de extrema importância para a teoria atômica e, portanto, para a química, já que introduz os conceitos de orbital e números quânticos, a serem generalizados para outros elementos químicos, para além do Hidrogênio.
Para resolvê-la, a equação de Schrödinger independente do tempo é escrita em coordenadas esféricas, de modo que a função de onda {\displaystyle \psi } seja tal que {\displaystyle \psi =\psi (r,\theta ,\phi )}. Dessa forma a equação, genericamente escrita como
{\displaystyle -{\frac {\hbar ^{2}}{2m_{e}}}{{\nabla }^{2}}\psi +V\psi =E\psi }
será escrita da seguinte maneira:
:{|cellpadding="5" style="border:2px solid #000000;background: #f5f5f5; text-align: center;"
|
{\displaystyle -{\frac {\hbar ^{2}}{2m_{e}}}\left({\frac {1}{r}}{\frac {\partial ^{2}}{\partial r^{2}}}(r\psi )+{1 \over r^{2}\operatorname {sen} \theta }{\partial  \over \partial \theta }\left(\operatorname {sen} \theta {\partial \psi  \over \partial \theta }\right)+{1 \over r^{2}\operatorname {sen} ^{2}\theta }{\partial ^{2}\psi  \over \partial \phi ^{2}}\right)-{\frac {ke^{2}}{r}}\psi =E\psi }
|}
Em que {\displaystyle m_{e}} é a massa do elétron e {\displaystyle E} é uma energia bem definida, isto é, representa os autovalores possíveis da energia, que, por sua vez, representam estados estacionários.
Esse problema é um caso particular do problema de força central em três dimensões espaciais em mecânica quântica, caracterizado por uma função energia potencial da forma {\displaystyle V=V(r)}, podendo este potencial ter outras formas que não somente proporcionais ao inverso do quadrado da distância.

## Solução por separação de variáveis
Primeiramente, torna-se prático isolar o operador laplaciano do lado esquerdo da equação e retornar a escrever a energia potencial {\displaystyle -{\frac {ke^{2}}{r}}} como {\displaystyle V(r)}, por compacticidade. Logo, a equação fica:
{\displaystyle {\frac {1}{r}}{\frac {\partial ^{2}}{\partial r^{2}}}(r\psi )+{1 \over r^{2}\operatorname {sen} \theta }{\partial  \over \partial \theta }\left(\operatorname {sen} \theta {\partial \psi  \over \partial \theta }\right)+{1 \over r^{2}\operatorname {sen} ^{2}\theta }{\partial ^{2}\psi  \over \partial \phi ^{2}}={\frac {2m_{e}}{\hbar ^{2}}}\left(V(r)-E\right)\psi }
Para encontrar as funções {\displaystyle \psi =\psi (r,\theta ,\phi )} que são soluções da equação, utiliza-se o método da separação de variáveis, baseando-se no teorema que afirma que toda solução de uma equação diferencial parcial linear pode ser escrita como uma combinação linear de um conjunto (talvez infinito) de soluções separáveis, isto é, que possuem a seguinte forma:
{\displaystyle \psi (r,\theta ,\phi )=R(r)\Theta (\theta )\Phi (\phi )}
Substituindo na equação de Schrödinger, percebe-se que a derivação só afetará uma das funções que compõem {\displaystyle \psi }, ou seja, já que não há derivadas cruzadas, somente uma dentre as três funções {\displaystyle R(r)}, {\displaystyle \Theta (\theta )} e {\displaystyle \Phi (\phi )} serão afetadas para cada termo. Além disso, as derivadas parciais tornar-se-ão derivadas ordinárias, já que cada uma dessas funções depende somente da variável em relação a qual a função está sendo derivada, resultando em:
{\displaystyle {\frac {\Theta \Phi }{r}}{\frac {d^{2}}{dr^{2}}}(rR)+{R\Phi  \over r^{2}\operatorname {sen} \theta }{d \over d\theta }\left(\operatorname {sen} \theta {d\Theta  \over d\theta }\right)+{R\Theta  \over r^{2}\operatorname {sen} ^{2}\theta }{d^{2}\Phi  \over d\phi ^{2}}={\frac {2m_{e}}{\hbar ^{2}}}\left(V(r)-E\right)R\Theta \Phi }
Multiplicando ambos os lados da equação por {\displaystyle {\frac {r^{2}\operatorname {sen} ^{2}\theta }{R\Theta \Phi }}}, obtém-se:
{\displaystyle {\frac {r\operatorname {sen} ^{2}\theta }{R}}{\frac {d^{2}}{dr^{2}}}(rR)+{\operatorname {sen} \theta  \over \Theta }{d \over d\theta }\left(\operatorname {sen} \theta {d\Theta  \over d\theta }\right)+{1 \over \Phi }{d^{2}\Phi  \over d\phi ^{2}}={\frac {2m_{e}}{\hbar ^{2}}}\left(V(r)-E\right)r^{2}\operatorname {sen} ^{2}\theta }
Ao atentar-se, percebe-se que o termo que envolve o terceiro termo aditivo do lado esquerdo da equação é a única dependência em {\displaystyle \phi } da equação inteira. Isolando-o, obtém-se:
{\displaystyle {1 \over \Phi }{d^{2}\Phi  \over d\phi ^{2}}={\frac {2m_{e}}{\hbar ^{2}}}\left(V(r)-E\right)r^{2}\operatorname {sen} ^{2}\theta -{\frac {r\operatorname {sen} ^{2}\theta }{R}}{\frac {d^{2}}{dr^{2}}}(rR)-{\operatorname {sen} \theta  \over \Theta }{d \over d\theta }\left(\operatorname {sen} \theta {d\Theta  \over d\theta }\right)}
Como o lado esquerdo, depende somente de {\displaystyle \phi } e como o lado direito depende somente de {\displaystyle r} e {\displaystyle \theta }, podemos escrever que o lado esquerdo é uma função {\displaystyle f=f(\phi )} e o direito uma função {\displaystyle g=g(r,\theta )}. Logo, vale a seguinte igualdade:
{\displaystyle f(\phi )=g(r,\theta )}
Contudo, como as três coordenadas esféricas são variáveis independentes, a única maneira da igualdade entre as funções ser verdadeira é se ambas forem iguais a uma constante. Tal constante é tradicionalmente escrita como sendo {\displaystyle -m^{2}}, em que {\displaystyle m} seja, a princípio, um número qualquer. Assim, as equações foram separadas, tornando-se duas equações diferenciais ordinárias distintas: uma dependente da variável {\displaystyle \phi } e outra dependente das variáveis {\displaystyle r} e {\displaystyle \theta } . Elas encontram-se abaixo:
:{|cellpadding="5" style="border:2px solid #000000;background: #f5f5f5; text-align: center;"
|Equação diferencial ordinária em {\displaystyle \phi }
{\displaystyle {1 \over \Phi }{d^{2}\Phi  \over d\phi ^{2}}=-m^{2}}
|}
:{|cellpadding="5" style="border:1px solid #000000;background: ; text-align: center;"
|Equação diferencial ordinária em {\displaystyle r} e {\displaystyle \theta }
{\displaystyle -{\frac {2m_{e}}{\hbar ^{2}}}\left(V(r)-E\right)r^{2}\operatorname {sen} ^{2}\theta +{\frac {r\operatorname {sen} ^{2}\theta }{R}}{\frac {d^{2}}{dr^{2}}}(rR)+{\operatorname {sen} \theta  \over \Theta }{d \over d\theta }\left(\operatorname {sen} \theta {d\Theta  \over d\theta }\right)=m^{2}}
|}
Nota-se que a segunda equação ainda possui variáveis acopladas e, portanto, deve-se separá-las de maneira similar à anterior. Para isso, divide-se a segunda equação por {\displaystyle sen^{2}\theta } e se coloca o terceiro termo do lado esquerdo para o lado direito da equação, obtendo a seguinte expressão:
{\displaystyle -{\frac {2m_{e}}{\hbar ^{2}}}\left(V(r)-E\right)r^{2}+{\frac {r}{R}}{\frac {d^{2}}{dr^{2}}}(rR)+{1 \over \Theta sen\theta }{d \over d\theta }\left(\operatorname {sen} \theta {d\Theta  \over d\theta }\right)={\frac {m^{2}}{sen^{2}\theta }}\implies -{\frac {2m_{e}}{\hbar ^{2}}}\left(V(r)-E\right)r^{2}+{\frac {r}{R}}{\frac {d^{2}}{dr^{2}}}(rR)={\frac {m^{2}}{sen^{2}\theta }}-{1 \over \Theta sen\theta }{d \over d\theta }\left(\operatorname {sen} \theta {d\Theta  \over d\theta }\right)}
Novamente, temos o lado esquerdo da equação dependente somente de {\displaystyle r} e o lado direito dependente somente de {\displaystyle \theta }, podendo escrever que o lado esquerdo é uma função {\displaystyle F=F(r)} e o direito uma função {\displaystyle G=G(\theta )}. Logo,é válida a seguinte igualdade:
{\displaystyle F(r)=G(\theta )}
E, mais uma vez, a única maneira de isso se verificar é se ambas forem iguais a uma constante. Essa constante, por motivos que ficarão claros mais adiante na resolução, é convenientemente escrita como {\displaystyle l(l+1)}, em que {\displaystyle l} é um número qualquer, a princípio. Assim, obtemos duas novas equações:
{\displaystyle {\frac {m^{2}}{sen^{2}\theta }}-{1 \over \Theta sen\theta }{d \over d\theta }\left(\operatorname {sen} \theta {d\Theta  \over d\theta }\right)=l(l+1)}
{\displaystyle -{\frac {2m_{e}}{\hbar ^{2}}}\left(V(r)-E\right)r^{2}+{\frac {r}{R}}{\frac {d^{2}}{dr^{2}}}(rR)=l(l+1)}
Na primeira equação, passando os termos da esquerda para a direita e multiplicando-a pela função incógnita {\displaystyle \Theta }, obtemos:
:{|cellpadding="5" style="border:2px solid #000000;background: #f5f5f5; text-align: center;"
|Equação diferencial ordinária em {\displaystyle \theta }
{\displaystyle {1 \over sen\theta }{d \over d\theta }\left(\operatorname {sen} \theta {d\Theta  \over d\theta }\right)+\left(l(l+1)-{\frac {m^{2}}{sen^{2}\theta }}\right)\Theta =0}
|}
Na segunda equação, denominada equação radial, primeiramente se isola o segundo termo do lado esquerdo e depois se multiplica a equação por {\displaystyle {\frac {R}{r}}}, obtendo:
{\displaystyle {\frac {d^{2}}{dr^{2}}}(rR)=\left[{\frac {l(l+1)}{r}}+{\frac {2m_{e}}{\hbar ^{2}}}\left(V(r)-E\right)r\right]R}
Por fim, fatorando o termo {\displaystyle {\frac {2m_{e}r}{\hbar ^{2}}}} do lado direito, conclui-se com a seguinte equação:
:{|cellpadding="5" style="border:2px solid #000000;background: #f5f5f5; text-align: center;"
|Equação diferencial ordinária em {\displaystyle r}
{\displaystyle {\frac {d^{2}}{dr^{2}}}(rR)={\frac {2m_{e}}{\hbar ^{2}}}\left[{\frac {l(l+1)\hbar ^{2}}{2m_{e}r^{2}}}+V(r)-E\right](rR)}
|}

## Solução da equação emϕ{\displaystyle \phi }
A equação mais simples e a primeira a ser obtida é a equação da coordenada angular {\displaystyle \phi } que, de fato, é idêntica à equação do oscilador harmônico simples.
:{|cellpadding="5" style="border:2px solid #FF0000;background: ; text-align: center;"
|Equação diferencial em {\displaystyle \phi }
{\displaystyle {1 \over \Phi }{d^{2}\Phi  \over d\phi ^{2}}=-m^{2}}
|}
É também possível escrevê-la, usando a notação {\displaystyle \Phi ''={\frac {d^{2}\Phi }{d\phi ^{2}}}}, como:
{\displaystyle \Phi ''+m^{2}\Phi =0}
Há duas maneiras principais de como escrever a solução geral dessa equação: como combinação linear de senos e cossenos ou como combinação linear de exponenciais imaginárias. Isto é:
{\displaystyle \Phi (\phi )=A\operatorname {sen}(m\phi )+B\cos(m\phi )}
{\displaystyle \Phi (\phi )=Ae^{im\phi }+Be^{-im\phi }}
É conveniente escolher a segunda forma, admitindo a possibilidade que {\displaystyle m} possa ser tanto positivo quanto negativo, e omitindo a constante {\displaystyle A}, devido à propriedade de normalização da função de onda. Assim, a solução fica:
{\displaystyle \Phi (\phi )=e^{im\phi }}, {\displaystyle m\geq 0} ou {\displaystyle m<0}.

### Quantização dem{\displaystyle m}
Usando a propriedade cíclica da função {\displaystyle \Phi }, isto é, que {\displaystyle \Phi (\phi +2\pi )=\Phi (\phi )}, obtemos o seguinte:
{\displaystyle \Phi (\phi +2\pi )=\Phi (\phi )\implies e^{im(\phi +2\pi )}=e^{im\phi }\implies e^{im\phi }.e^{im(2\pi )}=e^{im\phi }\implies e^{im(2\pi )}=1}
Para que essa última exponencial imaginária seja igual a 1, {\displaystyle m} tem de ser um número inteiro. Esse número é denominado o número quântico magnético.
:{|cellpadding="5" style="border:2px solid #000000;background: #f5f5f5; text-align: center;"
|
{\displaystyle m=0,1,-1,2,-2,...}
|}